# Tapinoma schultzei
Tapinoma schultzei är en myrart som först beskrevs av Auguste-Henri Forel 1910.  Tapinoma schultzei ingår i släktet Tapinoma och familjen myror. Inga underarter finns listade i Catalogue of Life.

## Bildgalleri

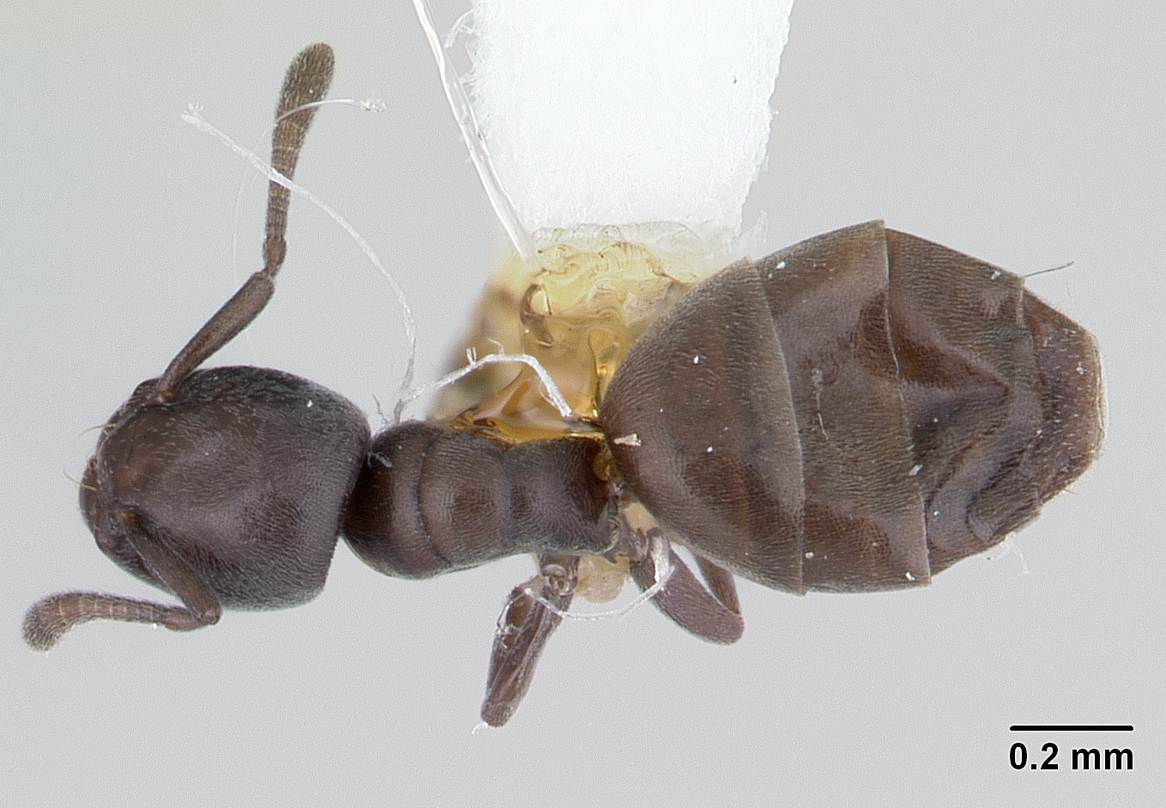
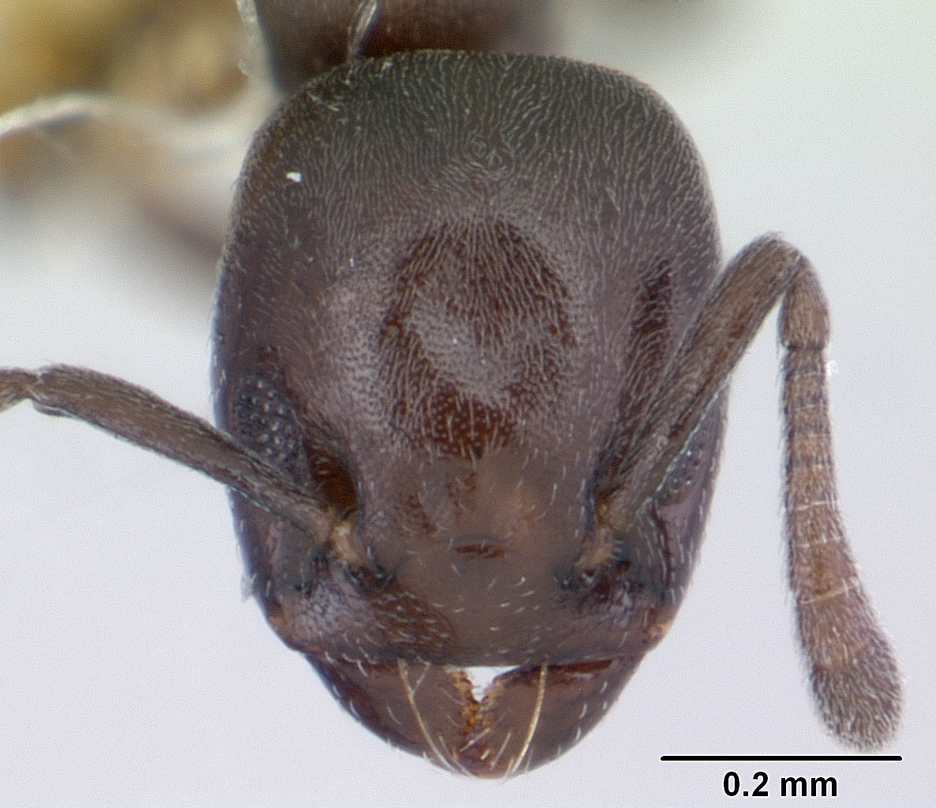
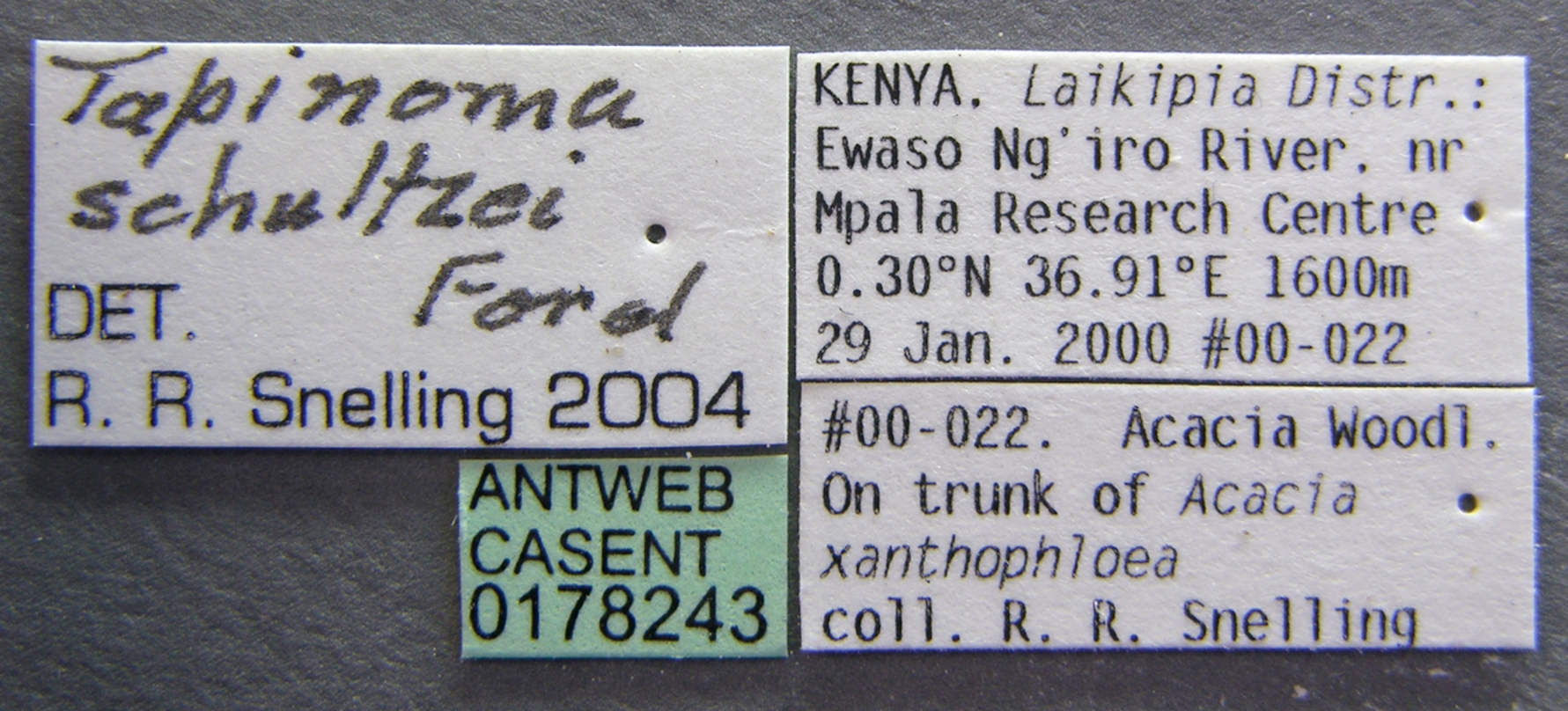
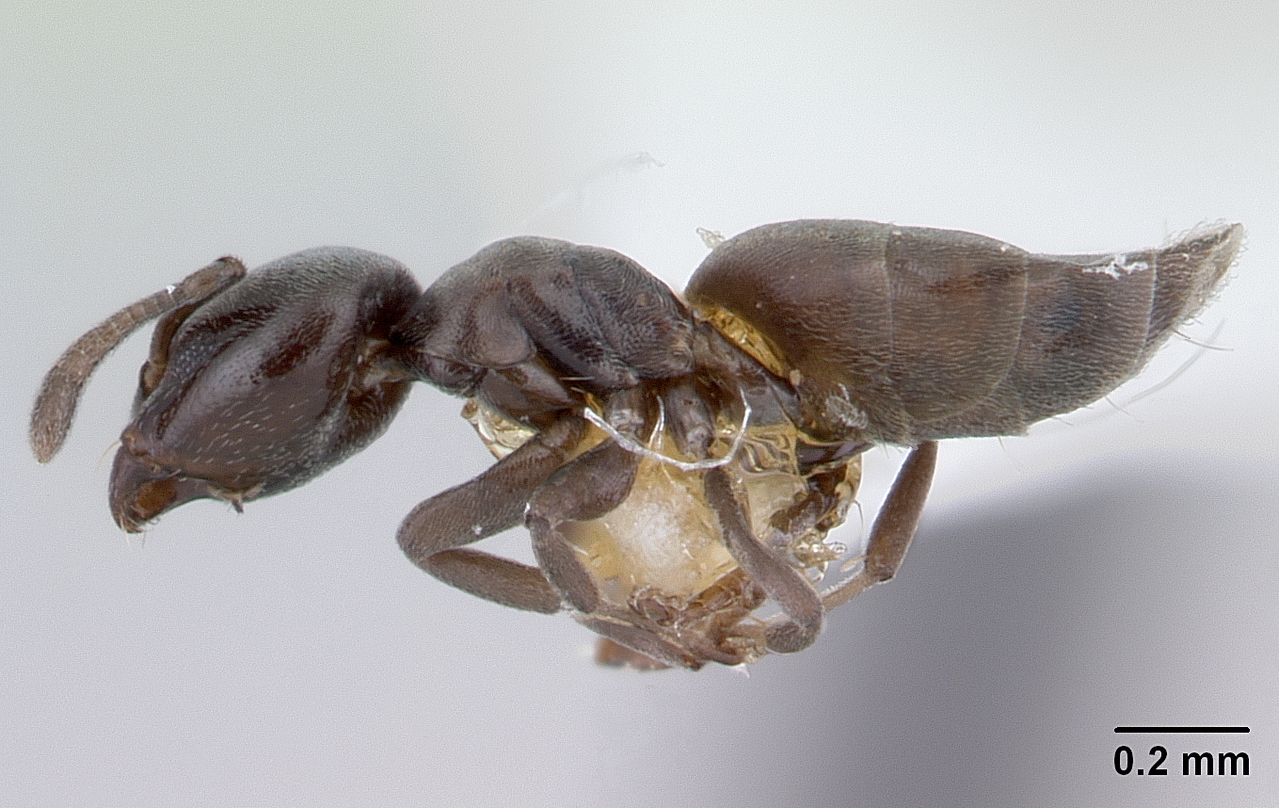
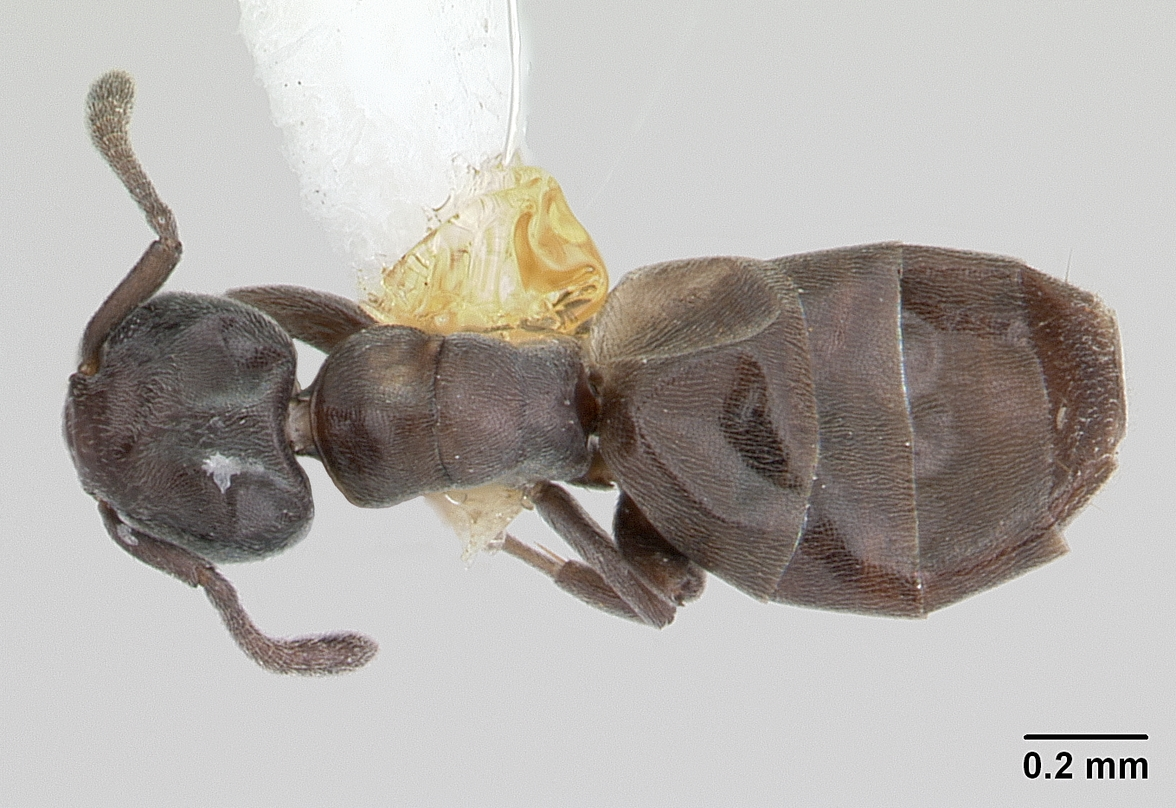
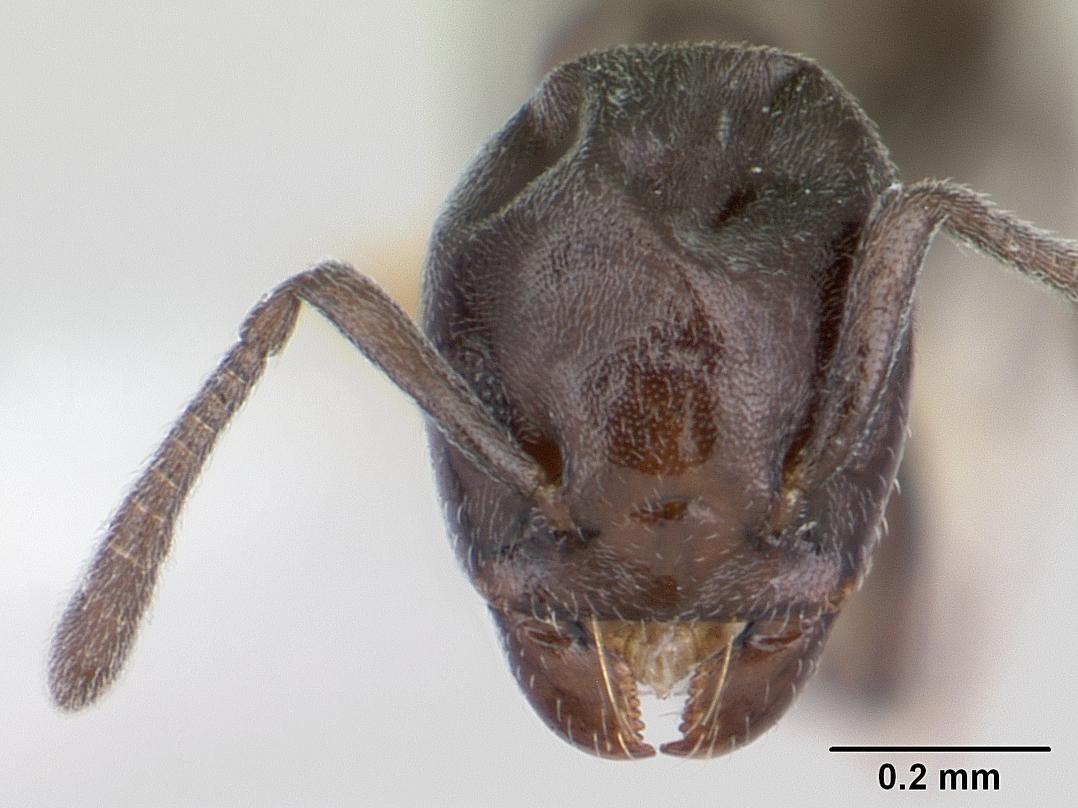